# نادي روسينجورد للسيدات
نادي روسينجورد للسيدات هو نادي كرة قدم من مالمو،السويد تأسس في 1970.